# Hals Store Kærlighed
Hals Store Kærlighed (originaltitel: Shallow Hal) er en amerikansk romantisk komedie fra 2001 med Jack Black og Gwyneth Paltrow i hovedrollerne. Filmen er instrueret af Peter Farrelly og blev filmet i og omkring Charlotte, North Carolina og i Sterling og Holden, Massachusetts. 

## Cast
- Gwyneth Paltrow.......... Rosemary Shanahan
- Jack Black ................ Hal Larson
- Jason Alexander ......... Mauricio Wilson
- Joe Viterelli ............... Steve Shanahan
- Rene Kirby .............. Walt
- Bruce McGill ............ Reverend Larson
- Tony Robbins ............ Sig selv
- Susan Ward .............. Jill
- Zen Gesner .............. Ralph Owens
- Brooke Burns ............ Pæn/Grim Katrina
- Laura Kightlinger ....... Jen
- Kyle Gass ............... Artie